# Lubec
Lubec è una città (86 km², 1 359 ab.) della contea di Washington, nel Maine orientale (USA). È situata lungo la costa atlantica poco a sud di Eastport. La città comprende le comunità di Lubec, North Lubec, South Lubec e West Lubec.

## Storia
Fondata nel 1780 circa, fece parte di Eastport fino alla sua separazione municipale da essa nel 1811. Prende il nome dalla città tedesca di Lubecca. Lubec si è sviluppata come centro commerciale per una zona di villeggiatura e di pesca; qui vengono trattate e inscatolate sardine e salmoni allevati localmente.
Nel Quoddy Head State Park (la punta più orientale degli Stati Uniti continentali) sorge un faro costruito originariamente nel 1808 (ma ricostruito nel 1858). Un ponte collega Lubec con il Roosevelt Campobello International Park su Campobello Island, dove il presidente Franklin D. Roosevelt aveva la propria dimora estiva.
Lubec è il centro abitato situato più a est nel territorio degli Stati Uniti d'America contigui.